# Тропілідени

Тропілідени (англ. tropilidenes) — термін непослідовно вживається для означення циклогепта-1,3,5-триєнів або для означення циклогепта-1,3,5-триєнів, що перебувають у динамічній рівновазі з біцикло[4.1.0]гепта-2,4-дієнами, а тому висновки про структуру речовини залежать від методу спостереження. Використання цього терміна IUPAC не рекомендує.